# Élections législatives sénégalaises de 1998
Les élections législatives sénégalaises de 1998 ont eu lieu le 24 mai 1998 au Sénégal.
Elles se sont soldées par la victoire du Parti socialiste (PS) qui, grâce à une courte majorité absolue (50,2 %), a enlevé 93 sièges sur 140 à l'Assemblée nationale.

## Contexte
Depuis peu, l'Assemblée nationale comprend 140 députés au lieu de 120. Leur mandat est de cinq ans.
Au moment de cette consultation électorale, Abdou Diouf est Président de la République du Sénégal depuis 1981. Sa popularité s'effrite peu à peu et des élections précédentes ont déjà été émaillées d'incidents graves. Habib Thiam est alors Premier Ministre pour la seconde fois.
Les élections sont organisées par le général Lamine Cissé, Ministre de l'Intérieur depuis 1997 et premier militaire sénégalais à occuper cette fonction stratégique. La campagne électorale se déroule sous la surveillance d'une instance récemment créée, l'Observatoire national des élections (ONEL), dirigé par un autre général, Mamadou Niang, qui veille scrupuleusement à la régularité des opérations, au besoin en affrontant le Ministère pour procéder à la vérification de fichiers informatiques. Ce différend ponctuel est exploité par les partis politiques et les médias, mais rassure une partie de l'opinion qui y voit une réelle volonté de transparence.
Quelques incidents violents éclatent en Casamance, où le mouvement indépendantiste, le Mouvement des forces démocratiques de Casamance, mène plusieurs opérations. Selon certaines sources, ces heurts auraient fait huit morts, selon d'autres près de quarante.
Contrairement à ce que l'on pouvait craindre au vu des événements de 1988 et 1993, la période post-électorale est relativement calme, mais, à l'annonce des résultats, les partis d'opposition, sous la conduite de maître Abdoulaye Wade, tentent un recours en annulation auprès du Conseil constitutionnel, dénonçant « l'utilisation massive de fausses cartes d'identité », le « détournement de cartes d'électeurs »  et « l'utilisation massive des moyens de l'État aux fins de campagne électorale ». Leur démarche n'aboutit pas.

## Participation et résultats
Deux jours avant le scrutin la moitié seulement des Sénégalais en âge de voter avaient retiré leur carte d'électeur. En définitive 
3 164 827 personnes étaient inscrites sur les lignes électorales et 1 229 123 se sont exprimées. En 1998 le taux de participation est en baisse. Il est de 39,3 %, contre environ respectivement 51,5 et 41 % au premier puis au second tour en 1993 et 57,9 % en 1988.
Le Parti socialiste recueille la majorité absolue des suffrages et l'emporte dans la plupart des départements, sauf à Dakar et à Pikine, ainsi  qu'à Linguère, le fief de Djibo Leyti Kâ, le leader de l'Union pour le renouveau démocratique. Issue d'une scission d'avec le Parti socialiste, l'URD est en lice pour la première fois, aux côtés des deux rivaux de longue date, le PS et le PDS.
| Abstentions                                                          | Abstentions        | Abstentions        | 13 845    |             |                       |                       |
| Suffrages exprimés                                                   | Suffrages exprimés | Suffrages exprimés | 1 220 157 |             | 141 sièges à pourvoir | 141 sièges à pourvoir |
|                                                                      |                    |                    |           |             |                       |                       |
| Liste                                                                | Tête de liste      |                    | Suffrages | Pourcentage | Sièges acquis         | Var.                  |
| Parti socialiste (PS)                                                | Néant              |                    | 612 559   | 50,2 %      | 93 / 141              |                       |
| Parti démocratique sénégalais (PDS)                                  | Néant              |                    | 233 287   | 19,12 %     | 23 / 141              |                       |
| Union pour le renouveau démocratique (URD)                           | Néant              |                    | 161 320   | 13,22 %     | 11 / 141              |                       |
| And-Jëf/Parti africain pour la démocratie et le socialisme (AJ/PADS) | Néant              |                    | 60 673    | 4,97 %      | 4 / 141               |                       |
| Ligue démocratique/Mouvement pour le parti du travail (LD/MPT)       | Néant              |                    | 48 097    | 3,94 %      | 3 / 141               |                       |
| Convention des démocrates et des patriotes/Garap-Gui (CDP/GG)        | Néant              |                    | 24 405    | 2 %         | 1 / 141               |                       |
| Front pour le socialisme et la démocratie/Benno Jubël (FSD/BJ)       | Néant              |                    | 16 282    | 1,33 %      | 1 / 141               |                       |
| Union démocratique sénégalaise/Rénovation (UDS-R)                    | Néant              |                    | 12 928    | 1,06 %      | 1 / 141               |                       |
| Parti de l'indépendance et du travail (PIT)                          | Néant              |                    | 10 764    | 0,88 %      | 1 / 141               |                       |
| Rassemblement national démocratique (RND)                            | Néant              |                    | 8 171     | 0,67 %      | 1 / 141               |                       |
| Bloc des centristes Gaïndé (BCG)                                     | Néant              |                    | 7 468     | 0,61 %      | 1 / 141               |                       |
| Autres                                                               | Néant              |                    | 24 203    | 1,98 %      | 1 / 141               |                       |